# Puerto de Gáliz
El puerto de Gáliz, también llamado puerto de Galis, es un puerto de montaña de la cordillera Penibética, situado en el término municipal de Jerez de la Frontera, aunque se encuentra a 63 kilómetros de la ciudad y cercano al límite con la provincia de Málaga.

## Carreteras
Por este puerto de montaña pasa la carretera A-2304 (Alcalá de los Gazules-Ubrique) y de aquí parte la carretera CA-8201 que se dirige hacia Jimena de la Frontera pasando por La Sauceda.

## Capilla
Se encuentra una capilla a la Virgen de los Milagros de Puerto de Gáliz